# Hurivți, Kozeatîn
Hurivți (în ucraineană Гурівці) este un sat în comuna Nepedivka din raionul Kozeatîn, regiunea Vinnița, Ucraina.

## Demografie
Componența lingvistică a localității Hurivți
     Ucraineană (99,2%)
     Alte limbi (0,8%)
Conform recensământului din 2001, majoritatea populației localității Hurivți era vorbitoare de ucraineană (99,2%), existând în minoritate și vorbitori de alte limbi.